# Glee/グリー

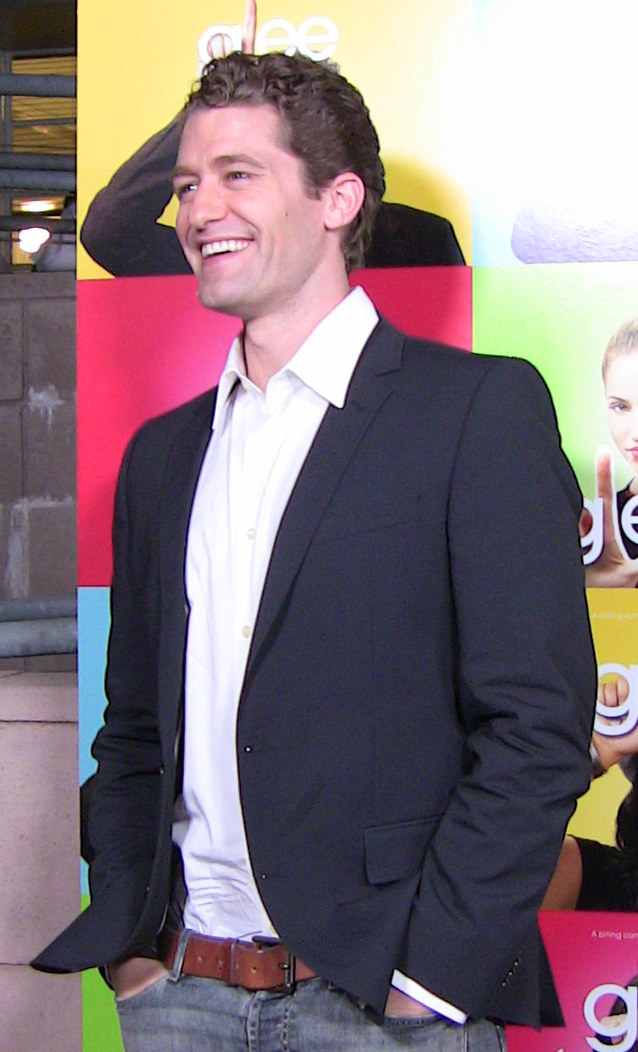
ライアン・マーフィーは3か月間にわたってブロードウェイを視察し、マシュー・モリソン（写真）を起用した

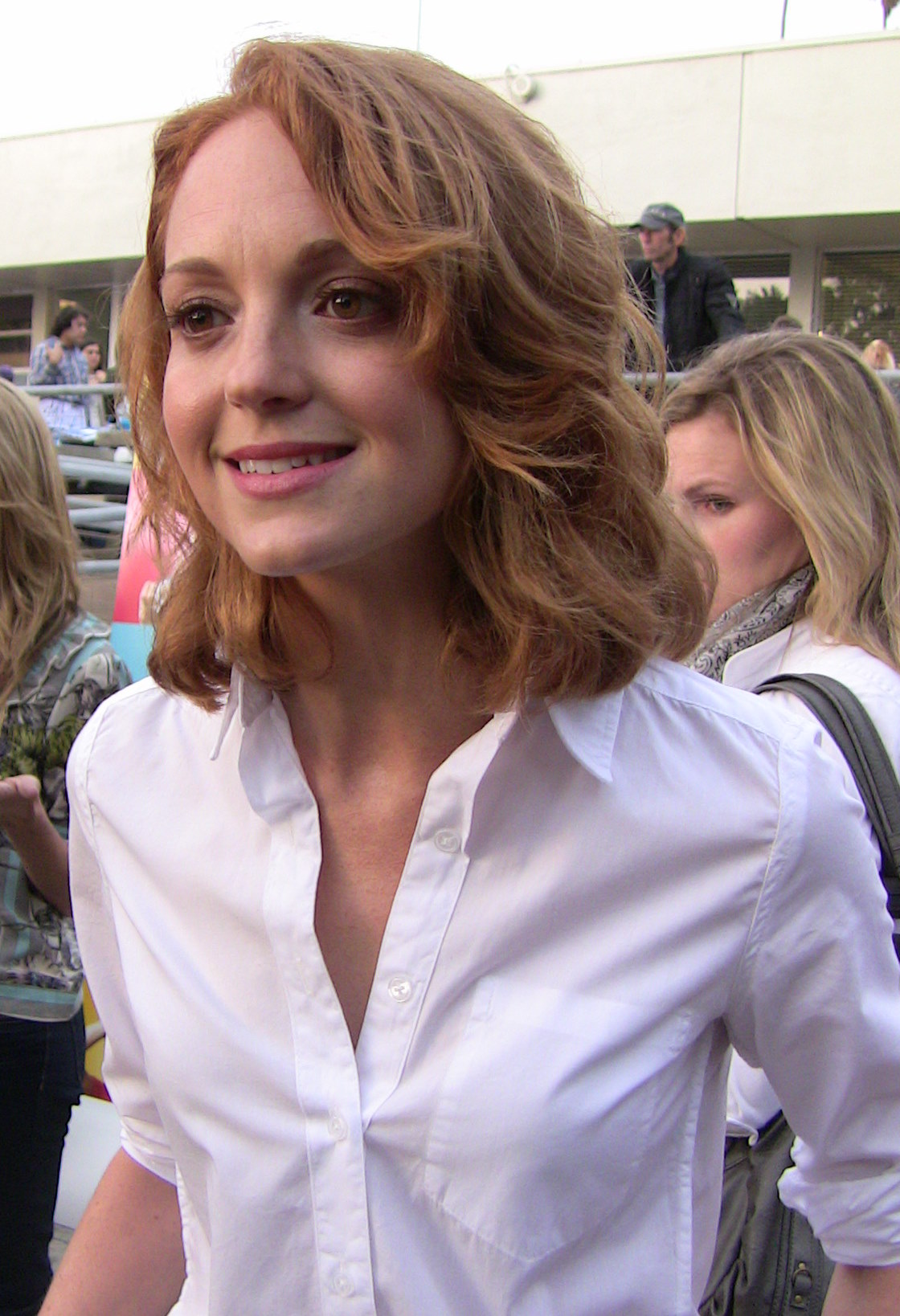
『バラエティ』誌のブライアン・ロウリーはジェイマ・メイズ（写真）の配役について「道化的キャラクター陣の中にある上品な救い」と評している

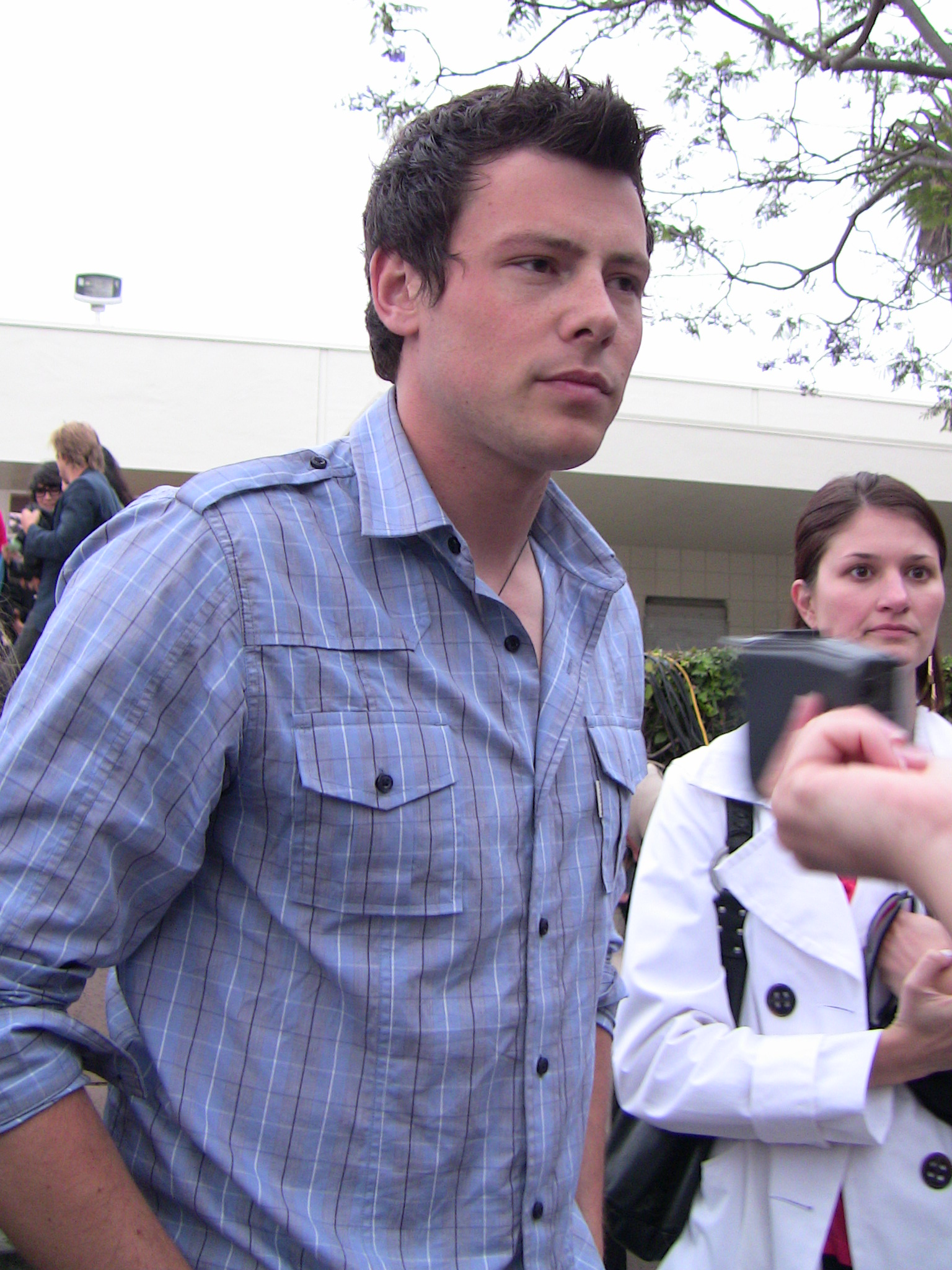
自分の夢と周囲の期待との狭間で揺れるフィン役のコリー・モンティス

『glee/グリー』（原題: glee）は、20世紀フォックステレビジョンで制作されフォックス放送で放送された米国のテレビドラマシリーズ。2009年5月19日から2015年3月20日にかけて全121話が放送された。英語の “glee” とは「自分を解放し歓喜すること」、また合唱部の「合唱」のことであるが、本作におけるグリー（合唱）とは、チーム一丸となり歌とダンスの芸術性を競いあうパフォーマンスを意味する。

## 概要
ライアン・マーフィー制作。オハイオ州ライマにある架空の学校、ウィリアム・マッキンリー高校の合唱部（グリークラブ）を中心に描かれる、ミュージック・コメディ・ドラマである。プロのダンサーやミュージシャン、ブロードウェイでの舞台経験などを持つ実力派のキャスト（出演者）たちが、1930年代から90年代のスタンダードから最新のヒットソング、著名なミュージカル・ナンバーなど、毎回幅広いジャンルから名曲をカバーするパフォーマンス（ショウ・クワイアー）が見どころのひとつ。
放送開始直後から瞬く間に人気を博し、サウンドトラックが3作品連続で全米アルバム・チャートの1位を記録するなど、全米で社会現象を巻き起こす大ヒット作となった。「glee」と、マニアやおたくを意味する語「geek」（ギーク）をかけあわせ、熱狂的なファンを「gleeks」（グリークス）とも呼ぶ。百貨店・メイシーズは、本作にインスパイアされたファッション・ラインを展開している。
シーズン5の撮影を開始する前の2013年7月13日に、メインキャストの一人だったコリー・モンティスが急逝したため、シーズン5以降のストーリーの構成は変更。シーズン6は13話に短縮され、最終回を2015年3月20日放送して本シリーズは終了した。
日本では、2010年にFOXチャンネルでシーズン1の放送を開始。その後、2011年4月にNHK BSプレミアムでシーズン1の放送が開始した。

## 物語

### シーズン1
オハイオ州北西部の町、ライマにあるウィリアム・マッキンリー高校のグリークラブは廃部の危機を迎えていた。マッキンリー高校の教師で同校卒業生のウィル・シュースターは、自分が在籍していた当時の栄光を取り戻すべく、新生グリークラブ「ニュー・ディレクションズ!」の顧問となる。
最初の部員はレイチェル、メルセデス、ティナ、カート、アーティの5人であったが、のちにアメフト部員がかけ持ちという形で合流し、スパイとして送り込まれたチアリーディング部のメンバーも取り込まれていった。集結した部員は各種マイノリティー（社会的少数者）揃いで、校内では負け犬のレッテルを貼られいじめの対象だったうえ、部の予算を狙うスーからの嫌がらせにも悩まされるが、ウィルや仲間たちと信頼を築きながら、地区大会や州大会を目指していく。部の存続の条件は州大会での優勝であった。

### シーズン2
前回の州大会で優勝を逃した「ニュー・ディレクションズ!」だが、スーの圧力もあって存続が認められた。メンバーたちは相変わらず校内での人気を得られぬままだった。しかも、校内での部員たちに対するいじめは苛烈化の一途をたどっていた。アメフト部でも、グリークラブとかけ持ちしている者としていない者との間で衝突が起き、分裂状態となるなどの影響が生じていた。アメフト部によるいじめを鎮めるため、ダンスパフォーマンスを行わせる策に打って出る。
苛烈化するいじめにより、避難するようにカートがダルトンアカデミー高校に転校し、同校のグリークラブ「ウォブラーズ」に加わる。地区大会で引き分けて以降、「ニュー・ディレクションズ!」と「ウォブラーズ」の交流が盛んになる。多くのトラブルを乗り越えながら、州大会、そして全国大会の開催されるニューヨークを目指していく。レイチェルを中心とするメンバーが執筆したオリジナル曲が大会で使われる。

### シーズン3
全国大会で入賞を逃した「ニュー・ディレクションズ!」は、引き続き校内でのいじめに耐えながら活動を続けた。今度はグリークラブの部員の間で分裂が生じ、一部のメンバーが「トラブルトーンズ」を結成し、別々のグループで地区大会に臨むこととなった。地区大会は「ニュー・ディレクションズ!」に軍配が上がり、メンバーは再び団結し、悲願となる全国大会優勝を目指していく。
卒業を間近に控えた最上級生メンバーたちは、進路に悩んでいた。レイチェルとカートはNYADAに入学するために奮闘する。また、レイチェルとフィンは、両親、教員、および部員たちからの反対を押し切って婚約する。

### シーズン4
憧れのブロードウェイを目指して単身でニューヨークへと渡ったレイチェルは、NYADAの学生として日々厳しいレッスンを受けていた。カートも雑誌『Vogue』のインターンとしてニューヨークへ移住。2人はルームメイトとしてともに夢を追いかけることになる。一度NYADAのオーディションで落選したカートは2度目のオーディションで合格する。さらにレイチェルは、ブロードウェイミュージカル『ファニー・ガール』の主人公ファニー・ブライス役のオーディションを受ける。
「ニュー・ディレクションズ!」にはマーリー、ジェイク、ユニーク、ライダー、キティが加入。衝突を繰り返しながらも、全国大会のディフェンディング・チャンピオンとして再始動していく。
軍に入隊したフィンはほどなく除隊となり、さらにはレイチェルとの婚約も破棄し、泣く泣くマッキンリー校に戻ってくる。フィンはウィルがワシントンに出向している間、「ニュー・ディレクションズ!」の監督を一任される。
第4話までに、2012年に卒業したメンバーのカップルがすべて破局した。

### シーズン5
州大会で優勝し、「ニュー・ディレクションズ!」のメンバーは全国大会に向けて奮闘していた。レイチェルはブロードウェイミュージカル『ファニー・ガール』の主演に抜擢され、公演を控えて稽古をしていた。しかしその矢先、グリークラブを支えてきたフィンが突然にこの世を去る。
そして、校長となったスーは、全国大会で優勝しなければ、グリークラブをマッキンリー校のクラブの整理により廃部すると宣言。このシーズンでも衝突を重ねながらロサンゼルスの全国大会を迎えたが、インディアナ州代表のチームに敗れ、優勝を逃した。これにより、宣言通り廃部が決定。こうして、100話目を迎えたあとの第13話で、アーティー、ティナ、ブレイン、サム、ブリトニーが卒業するとともに、初代「ニューディレクションズ」の歴史に幕を下ろした。
後半の7話は、ニューヨークを中心にストーリーを構成。レイチェル主演の『ファニー・ガール』は初回公演が成功し、レイチェルは世間からの注目の的となる。
すでにニューヨークで生活しているレイチェル、カート、サンタナに加え、マッキンリー校を卒業したサム、ブレイン、アーティも合流し、『フレンズ』を彷彿とさせる大所帯となる。

### シーズン6
最終シーズンは当初レイチェルとフィンの物語にしてまとめる構成だったが、コリーの急死を受けストーリーは変更される。
グリークラブなき後、音楽室は情報処理室となり、スー校長のマッキンリー校は学力向上へ学校の改革を試みる。しかし、先にライマに戻ったサムや、ニューヨークからきたレイチェルなどにグリークラブの復活を求められ、2代目の「ニュー・ディレクションズ!」が誕生。新入生4人や初代ニューディレクションズにも所属したキティなども加わったほか、ライバル校だったダルトンアカデミー校が全焼してしまったため、スーの反対を押し切って「ウォブラーズ」のメンバーと合体し、地区大会に臨んだ。その後、地区大会、州大会、全国大会も勝ち上がり優勝。マッキンリー校は、再びチャンピオンとなった。また同時に、これまでのスーの悪行が卒業生に暴露され、スーは校長を解任される。
最終話では、レイチェルが念願のトニー賞を受賞。マッキンリー校も芸術学校となり、ウィルが校長に就任。グリークラブの顧問は、サムが後を継いだ。
そして2020年秋。副大統領となったスーは、「フィン・ハドソン」の名前がついた講堂でスピーチ。その後、ローリーとマーリーを除くグリークラブ卒業生全員やマッキンリー校職員などとともに、ワンリパブリックの「I Lived」を歌い、グランドフィナーレを迎える。

## 主な登場人物

### マッキンリー校職員
ウィル・シュースター (Will Schuester)
演 - マシュー・モリソン、日本語吹替 - 森川智之
主人公。フルネームは「ウィリアム・マイケル・シュースター (William Michael Schuester)」。
スペイン語教師→歴史教師。学生時代に同校グリー部のスターだった経験から、新生グリークラブ「ニュー・ディレクションズ!」の顧問に就任。廃部寸前だったグリー部の栄光を取り戻すのが彼の夢となる。しかしチアリーディング部の顧問スー・シルベスターからの強烈な嫌がらせや、次々にトラブルを起こす部員や同僚たちに頭を悩ませている。
テリと婚姻していたが、妊娠を装っていたことが発覚し離婚した。離婚後は幾人かの女性との出会いと別れなど紆余曲折を経てエマと交際し、シーズン4でエマと再婚する。シーズン5では息子ダニエルをもうける。息子のフルネームは「ダニエル・フィン・シュースター (Daniel Finn Schuester)」で、ミドルネームにフィンの名を付した。
初代「ニュー・ディレクションズ!」なき後は、ライバル校だったボーカルアドレナリンで指揮をとるが、2代目ができたことにより、マッキンリー校に戻った。そして芸術学校となったマッキンリー校の校長に就任する。
スー・シルベスター (Sue Sylvester)
演 - ジェーン・リンチ、日本語吹替 - 野沢由香里
チアリーディング部の顧問。ウィルとグリー部に嫌がらせをし、グリー部の予算を狙っている。チア部は全国大会連覇中で顧問として実績はあるものの激しい性格をしており、相手が校長でも自らネタを作って平気で脅したり、生徒に暴行を加えるほど。ダウン症の姉・ジーンのことは敬愛し、彼女のいる施設をよく訪れる優しい一面もある。母親はナチ・ハンター（のちにスーから離れるためについた嘘であったことが判明）。
シーズン3で人工授精により妊娠し、娘のロビンを出産した。なお、ロビンはダウン症である。
シーズン5でフィギンズを校長解任に陥れ、校長の座に就き、「ニュー・ディレクションズ!」に勝利したかに見えたが、ファイナルシーズンでレイチェルらにより新しいニューディレクションズが結成される。そして第10話で、今まで行われた悪行をベッキーが中心となった生徒たちによって暴露されマッキンリー校を去ることになる。
その後は、ジェブ・ブッシュの副大統領に立候補。2016年、2020年の2回とも当選し、最終話で、「フィン・ハドソン」の名前がついた講堂でスピーチを行った（ブッシュ本人も共和党の政治家で、2016年の大統領候選に立候補したが、共和党予備選挙でドナルド・トランプらに敗れた）。
フィギンズ校長 (Principal Figgins)
演 - イクバル・セバ、日本語吹替 - 茶風林
ウィルとスーの板挟みになって頭を抱えるウィリアム・マッキンリー高校の校長。予算には厳しいが、行事では生徒と一緒に踊るなど柔軟なところもある。
シーズン5でスーの策略が原因で校長を解任された。校長解任後は学校の清掃員をしており、スーから激しい嫌がらせを受けている。
ファイナルシーズンでは減給されていたため、バイトをして生計を立てていた。
エマ・ピルズベリー (Emma Pillsbury)
演 - ジェイマ・メイズ、日本語吹替 - 日髙のり子
スクールカウンセラーで、ウィルのよき相談相手。何かとグリークラブのことを気にかけている。恋愛相談には自身の経験の少なさから、ずれたアドバイスをしてしまうこともしばしばある。
幼少時のトラウマによる強迫性障害で、極度の潔癖症になった。
シーズン1で同僚のアメフト部コーチのケン・タナカから猛アプローチを受けていたが、妻ある身のウィルに対して恋心を抱いていた。
シーズン2で歯科医のカールと結婚するがウィルへの想いを忘れられず破局した。
シーズン3でウィルと正式に婚約し、シーズン4で結婚。シーズン5で息子ダニエルを妊娠し出産した。
ケン・タナカ (Ken Tanaka)
演 - パトリック・ギャラガー、日本語吹替 - 石住昭彦
アメフト部のコーチ。実はアメフトが嫌い。エマに好意を寄せている。常にポロシャツ、短パン姿で長ズボンは1着しか持っていない。部員をグリークラブとのかけ持ちという形で数人取られてしまったことに加え、エマがウィルを想っているためウィルに対してあまりいい感情を抱いておらず、嫌がらせをしたことも。
シーズン2にて心神喪失によりマッキンリー校を去る。
シャノン・ビースト (Shannon Beiste) →シェルドン・ビースト（Sheldon  Beiste）
演 - ドット・ジョーンズ、日本語吹替 - 片岡富枝
シーズン2からケン・タナカに代わってアメフト部のコーチに就任した女性教師。アメフト部員よりも大柄な体格で威厳ある態度の持ち主だが、根は優しく常識人である。就任直後は予算問題でウィルとスーの両名と衝突。ウィルとはのちに和解し、スーからの嫌がらせに対して相談し合う仲となる。
シーズン3で、アメフトのスカウトであるクーターをめぐりスーと競い合い、電撃結婚するが、DVを受けたことが原因で離婚した。
ファイナルシーズンでは性転換したため、名前もSheldonとなった。
ロズ・ワシントン (Roz Washington)
演 - ネネ・リークス、日本語吹替 - 東條加那子
マッキンリー校のシンクロ部の顧問を務める黒人の女性教師。北京オリンピックの銅メダリスト。独特のリズムをつけた口調で毒舌とブラックユーモアを飛ばす。その舌鋒の鋭さはスーをも黙らせるほどで、「黒いスー」と評される。
シーズン3から登場する。

### 「ニュー・ディレクションズ!」
ここでは、本作第一話から、シーズン5中盤のグリークラブ廃部までの「ニュー・ディレクションズ!」を「初代」、シーズン6の「ニュー・ディレクションズ!」は「2代目」としている。
学年はシーズン3（2012年）時点。
レイチェル・ベリー (Rachel Berry)
4年生
演 - リア・ミシェル、日本語吹替 - 坂本真綾
ブロードウェイのスターを夢見る女子生徒。バーブラ・ストライサンドに憧れていて彼女が主演のファニー・ガールで自分もファニー役を演じるのが3歳からの夢。歌の実力は誰もが認めるほどだが自尊心が異常に強く、それが原因で周りをいら立たせることもしばしばある。自分の要求を通すために嘘泣きをしたり、自分より才能のある生徒を蹴落とすために卑怯な手を平気で使ったりする一面もある。
男性の同性愛を罪と定義するユダヤ系でありながら、代理母出産でゲイカップルの元に生まれ育っている。実の母親はシェルビー・コークラン（後述）。
校内の「スター」的なポジションにいるフィンに片思いし、さまざまなアクシデントやタイミングの悪さで迷走していたが、やがて交際にこぎつけた。シーズン3で婚約したが、シーズン4で破棄した。その後もフィンが逝去するまで恋人のような関係は続いた。
シーズン1でパック、ジェシー、シーズン4でブロディ、シーズン6でサムと付き合うがシーズン6最終話ではジェシーが夫になっている。
NYADAのオーディションで合格して入学したが、成績不振や講師との対立により、『ファニー・ガール』の初回公演を前に退学した。
卒業後は皆より一足先にニューヨーク入りを果たしたが、NYADAの寮で同居人とうまくいかず、のちにニューヨークに来たカートと部屋を探して同居する。一時期、サンタナ、ブロディ、ブレイン、サムも同居していたことがある。
シーズン6では出演したリアリティードラマ『レイチェル・ベリー物語』が視聴率0%と世紀の大ゴケし、テレビ業界に戻ることが絶望的になってしまった。また、ファニー・ガールもテレビ出演のために降板したことでブロードウェイに戻るのも難しくなり、夢が閉ざされて失意のままオハイオ州に戻ってくる。
オハイオ滞在時はカートとともに新ニューディレクションの共同コーチを引き受ける。
生年月日は1994年12月18日。ファーストネームは父たちが大ファンだった『フレンズ』の主人公レイチェル・グリーンから、ミドルネーム「バーブラ (Barbra)」は『ファニー・ガール』の主演女優バーブラ・ストライサンドからつけられている。
フィン・ハドソン (Finn Hudson)
4年生
演 - コリー・モンティス、日本語吹替 - 小野大輔
人気者のアメリカンフットボール部クォーターバック。シャワーを浴びながら歌っているところをウィルに見られ、説得されグリークラブとアメフト部をかけ持ちをすることに。クインと交際していたが破局、その後はレイチェルと付き合い始めるが、長くクインへの未練も断ち切れずにいた。クインとは肉体関係はなく、クインが妊娠したのはジャグジーに一緒に入ったせいだと思っていた。レイチェルとも彼女のたっての希望で婚前交渉はしないことを約束しているが、実はサンタナと関係を持ったことがある。
シーズン3でレイチェルに自身の名前をつけた星をプレゼントしている。
軍人だった父親を湾岸戦争で亡くしたと思っていたが、実は除隊となったのち、シンシナティでドラッグ依存症で過剰摂取のため死亡していた。母親と2人暮らしをしている。ダンスが苦手だが、ドラムが得意。
学校卒業後のシーズン4でウィルがワシントンに行っている間、グリークラブの代理顧問となった。ウィルが戻ってからも副顧問としてグリークラブを指導した。
無神論者だが、シーズン2エピソード3にてホットサンドにキリスト柄の焦げ（本人いわくキリストースト）が現れた際のみキリスト教を信仰した。
フィン役であるコリー・モンテースがシーズン5の撮影前に亡くなったため、フィンもシーズン5で死去した設定になり、その第3話ではフィンの追悼エピソードが放送された。その後も回想シーンにしばしば登場し、最終話では、これまで使っていたマッキンリー校の講堂に「フィン・ハドソン」の名前がつけられた。
メルセデス・ジョーンズ (Mercedes Jones)
4年生
演 - アンバー・ライリー、日本語吹替 - 林真里花
レイチェルとともに女性リードの双璧を成す黒人の女子生徒。衣装も担当。グリー部で「リード」をとらせて貰えないことに対していら立ちを覚えており、シーズン3で「ニュー・ディレクションズ!」を抜けて「トラブルトーンズ」に合流するも、地区大会で敗れてやむなく「ニュー・ディレクションズ!」に戻る。
スーの策略にはまりチア部に入部したことがあるが、自分らしさについて考え直し、チア部を辞める。
最初はカートに好意を抱いていたが、彼がゲイと知ってからはよき友人となる。シーズン2で、サムとの間に恋愛が芽生える。
カート・ハメル (Kurt Hummel)
4年生
演 - クリス・コルファー、日本語吹替 - 石井真
いつもブランド服を身にまとっているカウンターテナー。幼いころに母親を亡くし、父子家庭で育つ。フルネームはカート・エリザベス・ハメル。近隣で唯一ゲイをカミングアウトしている。シーズン1ではフィンに恋しており、フィンに接近するために父親とフィンの母親を引き合わせた。
シーズン2で、ライバル校であるダルトン・アカデミーのグリー部員・ブレインと知り合い、交際を始める。
NYADAのオーディションはレイチェルと同時には合格を果たせなかったが、2度目のオーディションで合格を言い渡された。それまでの間、ニューヨークで『ヴォーグ』のインターンをしていた。
クイン・ファブレー (Quinn Fabray)
4年生
演 - ディアナ・アグロン、日本語吹替 - 水樹奈々
美人で成績優秀なチアリーディング部「チェリオス」のスター。当初は寵愛を受けていたスーの命令でグリー部を廃部に追い込むためのスパイとして潜入したが、大会を目指して奮闘するうちに仲間意識が芽生えてくる。両親は敬虔なカトリック信者である。
自己中心的で、シェルビーやウィルからもこの点を指摘されており、パックは「レイチェル以上」と言ってしまうほどである。
シーズン1では当初フィンと交際していたがパックの子供を妊娠してしまい、それが原因で「チェリオス」から退部処分になってしまう（のちに復帰）。出産した女の子は「ベス (Beth)」と名付けられ、シェルビーの元へ養子に出された。
中学時代は太っていて不美人だったため整形手術を受けた過去を持つ。マッキンリー校の生徒からは努力によって美しくなったと崇められている。
ファーストネームは「ルーシー (Lucy)」であり、「クイン」はミドルネーム。マッキンリー校に来てからはファーストネームを名乗っていない。
ノア・パッカーマン (Noah Puckerman)
4年生
演 - マーク・サリング、日本語吹替 - 青木強
愛称は「パック (Puck)」。
フィンの親友。アメフト部にも所属している。ユダヤ系。かなりの不良で、当初はグリークラブの生徒をごみコンテナに投げ込むなどしていじめていた。女性に手が早く、バイト先の人妻に手を出したりサンタナをセックスフレンドにしたりしている。クインを妊娠させたのは、実はフィンではなく彼である。
シーズン2でカロフスキーらの嫌がらせに遭い簡易トイレに閉じ込められていたところを助けられたことがきっかけで、ローレンに惹かれ始める。
シーズン5でクインと交際を始め、最後までその関係が続く。
アーティ・エイブラムス (Artie Abrams)
3年生
演 - ケヴィン・マクヘイル、日本語吹替 - 落合佑介
子供時代の事故により脊髄を損傷し、車椅子に乗っている。ギターの名手で、かつ男性リードを務めることもある。また、車椅子で華麗なステップを踏むこともできる。
一時ティナと交際していたが喧嘩別れしてしまい、のちにブリトニーと付き合い始めるも、やはり喧嘩をしたこととブリトニーがサンタナの想いを受け入れたことにより破局した。その後もシュガー、キティと交際するが、いずれも長続きはしなかった。卒業後に同じ大学に通う学生からクラミジアを移されたことがある。
ティナ・コーエン＝チャン (Tina Cohen-Chang)
3年生
演 - ジェナ・アウシュコウィッツ、日本語吹替 - 〆野潤子
人と深く関わることを避けるため、吃音症のふりをしていたアジア系の女子生徒。グリークラブへの入部をきっかけに本来の自分を解放するようになり、吃音のふりをするのをやめた。入部後は徐々に強気になり、レイチェル顔負けの上昇志向を示すようになった。しばしば女性リードも務める。
一時アーティと交際していたが喧嘩別れしてしまい、その後マイクと付き合い始める。しかし、アジア系としてのアイデンティティに強いこだわりを持つ彼とその家族に戸惑うこともある。
シーズン5の高校卒業により、ニューヨークに舞台を移したメインキャストから離れ、ブラウン大学に進学した。
サンタナ・ロペス (Santana Lopez)
4年生
演 - ナヤ・リヴェラ、日本語吹替 - 林りんこ
コーラス、ダンス担当。チアリーディング部にも所属しており、クインとともにスパイとしてグリークラブに入部した。パックのセックスフレンド。また、クインとフィンへの嫌がらせ目的でサムを誘惑する。毒舌でズケズケとものを言う一方、打たれ弱く泣き虫な面もあり、こっそりブリトニーに慰めてもらっている。よく「私の出身はチョー危険な場所、ライマハイツよ」と啖呵をきるが、作中でライマハイツが何なのかは明らかにされていない。
実は「隠れレズビアン」で、ブリトニーへの恋愛感情を自覚しているが、なかなか告白することができずに悩んでいた。シーズン2でようやく告白し、交際するようになる。シーズン4で一度別れるが、以降も思いを断ち切れずにいた。
ブリトニー・S・ピアース (Brittany S Pierce)
4年生（留年のため2013年卒業）
演 - ヘザー・モリス、日本語吹替 - 山根舞
チアリーディング部にも所属しており、クインとともにスパイとしてグリークラブに入部した。いつも突拍子もないおかしな言動をする。
ダンスが上手いほか、校内発表の際はリードボーカルを務めることもあるが、口パクが発覚したり発表中に嘔吐するなどの失態を犯している。
頭が大変に悪く、全科目で単位を落として留年し、サンタナたちと一緒に卒業することができなかった。
男性経験豊富で、全校生徒制覇を目指していた。シーズン2でアーティと付き合い始めてからは一途で健気な面を見せるようになったが、のちに破局。その後サンタナの告白を受け入れ、付き合うようになる。なお、サンタナとは交際する前から性行為に及ぶことが時折あった。シーズン4で一度サンタナと別れ、サムと交際する。
ミドルネームは「スーザン (Susan)」であり、フルネームにその頭文字を入れるとブリトニー・スピアーズと名前が酷似するため彼女に対してコンプレックスを抱いていたが、歯の治療用麻酔の副作用で見た夢がきっかけで、現在では憧れの存在になっている。
日本語版ではファーストネームが「ブリトニー」となっているが、厳密には「ブリタニー」と発音する。
マイク・チャン (Mike Chang)
4年生
演 - ハリー・シャム・ジュニア、日本語吹替 - 樋口智透
本名、マイケル・チャン・ジュニア (Michael  Chang Jr.)。
アメフト部にも所属するアジア系の男子生徒。厳しい両親に育てられたため、真面目で成績優秀。ダンスが得意。父親からは医者になることを期待されているが、本心ではダンサーになりたいと望み、卒業後もシカゴのダンス専門校に進学した。
シーズン2から、シーズン3の卒業までティナと交際している。
マット・ラザフォード (Matt Rutherford)
4年生または3年生
演 - ディジョン・タルトン、日本語吹替 - 嶋田翔平
コーラス、ダンス担当。アメフト部にも所属。シーズン2にて他校へ転校した。

#### シーズン2からの登場
ブレイン・アンダーソン (Blaine Anderson)
3年生
演 - ダレン・クリス、日本語吹替 - 岸尾だいすけ
シーズン2で地区大会の対戦校となる差別と偏見を許さない中立派の男子高校ダルトン・アカデミー校 ウォブラーズのリードボーカルとして登場。ゲイを公表している数少ない人物である。
フルネームはブレイン・デヴォン・アンダーソン。
夢のような歌声で見る人すべてを魅了し、一緒に歌っている仲間までも自然と笑顔にする。アメフトや車の修理などの趣味も持ち合わせており、男女を問わずモテる。
初登場時から人気のあるキャラで、シーズン3よりレギュラーメンバーに昇格する。そのため、学年やキャラ設定が大幅に変更された。
ダルトン・アカデミーでウォブラーズはロックスター並みの人気があり、リードボーカルを務めるブレインはダルトンの王様と呼ばれていた。
シーズン2ではレイチェルの主催するパーティにカートとともに参加をし、アルコールを飲んで泥酔状態でボトルゲームで選ばたレイチェルとキスをしてデュエットをする。そのときのキスが悪くなかったことから、自分はバイ・セクシャルなのかもしれないと思い始め、レイチェルとデートをするが、素面の状態で改めてレイチェルとキスをして、自分はゲイだと強く認識をする。
シーズン2でカートがダルトン・アカデミーに転校し、のちにカートと交際するようになる。シーズン3ではカートのためにマッキンリーに転校してくる。ウエストサイドストーリーではトニー役に選ばれる。
シーズン4ではグリー部のほかにさまざまなクラブに所属し、生徒会長に立候補して選出される。カートが卒業してNYに行ってしまった寂しさから、ネットで出会った男性と関係を持ってしまい、カートと破局する。カートには無視をされ続け、失恋のショックでしばらく落ち込んでしまい、一時はダルトン・アカデミーに戻ることも考えるが親友のサムの説得により、マッキンリーに残ることを決意した。
クーパーという兄がいるが、自身の考えを押しつけたり身勝手な行動をしたりするため関係は険悪である。
シーズン5でNYADAのオーディションに合格し、卒業後はカートとともにNYADAに通う。
ローレン・ザイゼス (Lauren Zizes)
3年生
演 - アシュリー・フィンク、日本語吹替 - 山根舞
シーズン2で、カートがダルトン・アカデミーに転校したことにより、地区退会への参加人数が足りなくなり、数合わせのために「ニュー・ディレクションズ!」にパックに勧誘されて入部した体格のいい女子生徒。レスリング大会で優勝したことがある。よくも悪くも裏表のない性格で、常に自信に満ち溢れている。
アメフト部の勧誘に失敗したパックが簡易トイレ内に閉じ込められてしまい、ローレンがたまたま発見して助けたことにより、パックがローレンにベタ惚れして紆余曲折ありながらもニュー・ディレクションズ在籍時にはパックと付き合っていた。
グリー部が全国大会で優勝できなかったため、不満を抱いて部を去った。パックとは破局。
サム・エヴァンス (Sam Evans)
3年生
演 - コード・オーバーストリート、日本語吹替 - 入野自由
シーズン2にて、失業した父親の職探しのための転居でマッキンリー校に転校してきた男子生徒。フィンらと同じくアメフト部とグリー部に所属する。クインと付き合い始めたうえ、アメフトではクォーターバックを取り合う立場でもあり、フィンと衝突することがあった。のちにクインとは破局し、メルセデスに好意を抱くようになる。
クイン、サンタナ、メルセデス、ペニー、ブリトニー、レイチェルと付き合うも、いずれも長続きしない。金髪は、転校するときにサーファー風にしたくてレモン果汁で脱色したものである。左利き。
父親の仕事が見つかり一時はマッキンリー校を去ったが、グリー部の仲間たちの協力を得て再び戻ってきた。その間、ストリッパーの仕事で生計を立てていたため、戻ってからこの件で揚げ足を取られることがある。卒業後はニューヨークでモデルの仕事をするが、モデルをやめてライマに戻ることを決心した。一時期、ビーストのアシストでアメフト部の代理コーチを務めていた。その後、最終話では芸術学校となったマッキンリー高校の校長に就任したウィルの代わりに、グリークラブの顧問となる。

#### シーズン3からの登場
ローリー・フラナガン (Rory Flanagan)
3年生または2年生
演 - ダミアン・マクギンティー、日本語吹替 - 宇宙
アイルランドからの留学生。純朴な性格で、ひどく訛った口調で話す。ブリトニーは彼のことを妖精だと思い込んでいる。アイルランドの象徴である緑色の洋服を着ていることが多い。
シュガー・モッタ (Sugar Motta)
1年生
演 - ヴァネッサ・レンジーズ、日本語吹替 - 日笠陽子
ナルシストで、屈託のない性格の新入生。親が金持ちであり、羽振りのいいところもたびたび見せている。 歌は決して上手とは言えないレベルではあるが、シュガー自身はそれを自覚していない。自称アスペルガー症候群で、空気を読まず遠慮のない発言をすることが多々ある。親に頼んで、マッキンリーにシェルビーを顧問として雇い、新たなグリークラブ「トラブルトーンズ」を結成するが、地区大会で敗れたためチームは解散し、「ニュー・ディレクションズ!」に合流する。
ジョー・ハート (Joe Hart)
2年生
演 - サミュエル・ラーセン、日本語吹替 - 手塚ヒロミチ
シーズン3第13話から登場した転入生。ドレッドヘアが特徴。敬虔なクリスチャンで、クイン、メルセデス、サムとともに「神の集い」サークルを結成していた。讃美歌しか歌ったことがなかったが、美声を見込まれてグリーに参加するようになった。クインのリハビリを手伝ううちに恋心を抱くようになったが、信仰とのジレンマで苦しんでいる。シーズン5は登場しなかったが、ファイナルシーズンに「ニュー・ディレクションズ!」の卒業生とともに、スーの悪行を暴露した。最終回にも登場している。
ウェイド・アダムス (Wade Adams)
1年生または2年生
演 - アレックス・ニューウェル、日本語吹替 - 田村睦心
カーメル校の「ボーカル・アドレナリン」に所属していた男子生徒。ライバルチームのメンバーでありながら、メルセデスとカートに憧れていた。
トランスジェンダーである。ニックネームを「ユニーク (Unique)」と称している。
シーズン4からマッキンリーに転校し、「ニュー・ディレクションズ!」に加わった。
男子トイレに入るといじめに遭い、女子トイレに入ると不審に思われるなどで肩身の狭い思いをしている。
シーズン5の初代グリークラブ廃部後にスーに転校させられるが、ファイナルシーズンでは、性転換を行ったシャノン（シェルドン）の前で披露する。

#### シーズン4からの登場
このシーズンで参加したキャラクターは全員、シーズン4、5（2013年）時点で2年生。シーズン5中盤での初代グリークラブの廃部により、キティ以外はスーに他校へ転校させられた。このうち、ジェイクとライダーは本作最終回で再び姿を現すことになる。
マーリー・ローズ (Marley Rose)
演 - メリッサ・ブノワ、日本語吹替 - Lynn
グリークラブの新入部員として「ニュー・ディレクションズ!」に加わった。作詞をすることもある。
自分に自信が持てないなど気弱な面を持つ。肥満体型の母親が心ない生徒からからかわれることを気にかけている。キティからの嫌がらせが原因で摂食障害に陥り、シーズン4の地区大会の本番中に意識を失った。
ジェイクと交際するが、ジェイクの浮気が原因で別れる。
本作最終回も登場しなかったため、シーズン5の初代グリークラブ廃部後、本作に戻ってくることはなかった。「ニュー・ディレクションズ!」所属経験がありながら最終話に出演しなかったのは、マーリーと留学生のローリーの2人のみ。
キティ・ワイルド (Kitty Wilde)
演 - ベッカ・トビン、日本語吹替 - 須藤祐実
チアリーダーに所属。地区大会の直前に「ニュー・ディレクションズ!」に加わった。福音主義のクリスチャン。
毒舌家で陰険な性格があり、特にマーリーに対してはモラルハラスメント同然の嫌がらせをしていた。
2013年時点の下級生で唯一、グリークラブ廃部後もマッキンリー高校に残り、その後はチア部に入っていたが、レイチェルの説得により2代目の「ニュー・ディレクションズ!」に加入。4年生となった2015年、再び全国大会金賞へと導いた。
ジェイク・パッカーマン (Jake Puckerman)
演 - ジェイコブ・アーティスト、日本語吹替 - 竹内栄治
ノア（パック）の腹違いの弟。兄のパックに比して大人しい。
マーリーをめぐってライダーと奪い合いになった末に付き合うようになったが、シーズン5で浮気したことが原因で破局する。
ライダー・リン (Ryder Lynn)
演 - ブレイク・ジェンナー、日本語吹替 - 小林親弘
アメフト部に所属。キティと同時に「ニュー・ディレクションズ!」に合流するも、メンバーと打ち解けずにいた。特にSkypeの偽アカウント問題が発生して以降、メンバーに対して疑いをかけるようになった。
マーリーをめぐってジェイクと奪い合いになり、ジェイクに譲ることになったが、以降もマーリーのことが気になっていた。

### その他の生徒
ジェイコブ・ベン・イズラエル (Jacob Ben Israel)
演 - ジョシュ・サスマン、日本語吹替 - 嶋田翔平
マッキンリー校の学校新聞編集者。アフロヘアとメガネが特徴。レイチェルに片想いしているが、彼女の使用済み下着を要求するなど突飛なアプローチばかりする。
デイヴ・カロフスキー (Dave Karofsky)
演 - マックス・アドラー、日本語吹替 - 逢笠恵祐
マッキンリー校のアメフト部に所属している男子生徒。グリークラブへのいじめの中心人物の一人であり、特にカートには辛く当たっている。実は彼自身もゲイであり、自身の性指向を認めたくないという気持ちが暴走してカートをいじめていた。
のちに転校し、カートとも和解する。しかし、ゲイである事実が転校先で明らかになったことが原因でいじめに遭い、自殺未遂に追い込まれる。ファイナルシーズンにて一度はブレインと交際し始めたが、のちに別れる。
ベッキー・ジャクソン (Becky Jackson)
演 - ローレン・ポッター、日本語吹替 - 渡辺明乃
ダウン症の女子生徒。ダンスは上手くないが「チェリオス」のオーディションに応募し、スーから合格を言い渡される。その後はスーの秘書のような形で活動している。おもにウィルとグリークラブの部員に対して悪態をつく。
シーズン4では学校に銃を持ち込み発砲。この事件でスーが庇うように一度マッキンリー校をやめているが、校長に真相を話したため、停学となりスーも復職した。
ファイナルシーズンにて、ダルトン・アカデミーが全焼したことで「ウォブラーズ」の高校生が「ニュー・ディレクションズ!」と合体するのに反対したスーに対して反旗を翻し、スーの今までの悪行を暴露した。

### 生徒の家族
バート・ハメル (Burt Hummel)
演 - マイク・オマリー、日本語吹替 - 谷昌樹
カートの父親。カートのカミングアウトに戸惑いつつもそれを受け入れ、不器用ながらも理解しようと努力している。カートが幼いころに妻を亡くして以降長らく独身だったが、カートの計らいでキャロルとの付き合いを始める。シーズン2でキャロルと再婚した。
シーズン2で狭心症により意識を失い入院した。シーズン4では前立腺癌で治療を受けている。
キャロル・ハドソン (Carole Hudson)
演 - ロミー・ローズモント、日本語吹替 - 林りんこ
フィンの母親。夫を失い、長らく独身だったがカートの計らいでバートとの付き合いを始める。シーズン2でバートと再婚した。シーズン5では息子のフィンをも失うことになる。
ジュリア・チャン (Julia Chang)
演 - タムリン・トミタ
マイクの母親。自身もかつてはダンサーを目指していたが、親から期待をかけられて育ったため、その夢を諦めたという。医者の道に進んで欲しいという父とは対照的に、マイクのダンサーになる夢を応援している。
ミリー・ローズ (Millie Rose)
演 - トリシャ・レイ・スタル
マーリーの母親。マッキンリー校の食堂で調理している。
かなり太った体型をしており、心ない生徒にからかわれている。のちにマーリーが摂食障害になったため家計が苦しくなり、気の毒に思ったスーが現金を贈ったが、全額返金している。

### カーメル校の関係者
ジェシー・セントジェームズ (Jesse St. James)
演 - ジョナサン・グロフ、日本語吹替 - 近藤孝行
カーメル校グリークラブ「ボーカル・アドレナリン」のリードボーカル。レイチェルを好きになり、彼女と付き合おうとマッキンリー校に転校してくる。実はすべてはシェルビーの指示で動いていたが、徐々に本当にレイチェルに思いを寄せるようになり、別れるのをためらう。しかし仲間に命じられてレイチェルに卵をぶつけたために彼女との関係は終わり、「ニュー・ディレクションズ!」のメンバーからも反感を買う。
シーズン2では大学の講義にいっさい出席せず落第。再びレイチェルの前に姿を現し、レイチェル、メルセデス、サムとともにマッキンリー高校のジュニアプロムに参加するが、レイチェルとイチャつきながら踊っているところを見たフィンが嫉妬をし、殴り合いになりスーに退場させられた。全国大会前に、グリークラブのコンサルタントの職に就き、ウィルに雇われて「ニュー・ディレクションズ!」コンサルタントになる。
シーズン3では、ダスティンの後任としてカーメル校ボーカルアドレナリンの顧問となる。
最初はユニークの女装に否定的だったが、カートとメルセデスのアドバイスでジェシーの意に反して女装で大会に臨んだユニークが観客に受けて人気になったことで、全面的にユニークを押し出す演出に切り替える。シーズン6でレイチェルが受けて合格したミュージカルの相手役が自分だと伝えるため、マッキンリー高校にいるレイチェルの前に現れた。最終話でトニー賞を受賞するレイチェルの傍らに夫として付き添う。
シェルビー・コークラン (Shelby Corcoran)
演 - イディナ・メンゼル、日本語吹替 - 甲斐田裕子
レイチェルの実母。カーメル校「ボーカル・アドレナリン」の顧問。勝つためなら手段は選ばないと評される人物。レイチェルに会うことを望んでいるが、代理母をしたときの契約のため真実を告げることができず、ジェシーを使って裏で手を回し、レイチェルに自分が母親であるということを気づかせる。
シーズン1では自身が顧問を務める「ボーカル・アドレナリン」を優勝へと導く。また、パックとクインの子供であるベスを引き取り、母親になる契約を交わす。その後、しばらくニューヨークで舞台に立っていたが、モッタが娘のシュガーのために新しいグリークラブを作る際に顧問としてヘッドハンティングされ、マッキンリー校の非常勤講師となり、指導にあたる。
サンシャイン・コーラソン (Sunshine Corazon)
演 - シャリース・ペンペンコ、日本語吹替 - 白石涼子
フィリピンからの留学生。歌の実力はレイチェルもソロを取られると恐れるほどだったが、スーの策略でカーメル校のグリークラブに引き抜かれてしまう。高校生クイズ大会にも出場し優勢に立っていたが、ブリトニーの猫の病気に関する知識量の多さに負け、マッキンリー校の「秀才クラブ」に敗北を喫する。また、のちの全国大会では2位という結果に甘んじる。
ダスティン・グールスビー (Dustin Goolsby)
演 - シャイアン・ジャクソン、日本語吹替 - 成田剣
コークランに代わる「ボーカル・アドレナリン」の顧問。自身もスターを目指していたが、挫折したという。「敵と心理戦をすることを楽しむ変態」とスーに評され、「破滅同盟」にスカウトされる。「破滅同盟」時のコードネームは「ハンサム軍曹」。のちの全国大会において2位という不本意な結果に陥ったため、顧問をクビになった。後任の顧問はジェシーセント・ジェームズ。
なお、演じるシャイアン・ジャクソンは制作段階でウィル・シュースター役の候補の一人として考えられていた。

### NYADAの関係者
カルメン・ティビドー (Carmen Tibideaux)
演 - ウーピー・ゴールドバーグ、日本語吹替 - 磯辺万沙子
NYADA特別講師の大物女優としてレイチェルとカートの審査にあたる。昔はジェシーの審査も行ったことがある。
カサンドラ・ジュライ (Cassandra July)
演 - ケイト・ハドソン、日本語吹替 - 朴璐美
NYADAのダンスクラスの教師。口が悪く、指導も厳しい。過去に演劇の公演中に不祥事を起こし、舞台の仕事を干されている。
ブロディ・ウェストン (Brody Weston)
演 - ディーン・ジェイヤー
NYADAの生徒で上級生。ニューヨークに移ったばかりのレイチェルをルームメイトに迎えていた。フィンとの婚約を破棄したレイチェルと交際するが、売春が明らかになったことにより破局した。その直前にはサンタナに疑惑を嗅ぎつけられたうえフィンに殴られた。

### その他の登場人物
テリ・シュースター (Terri Schuester)
演 - ジェサリン・ギルシグ、日本語吹替 - 櫻井智
ウィルの妻。身勝手でヒステリックな性格。グリー部のせいでウィルの愛情を失うのではないかと恐れるあまり、偽装妊娠を思いつく。シーズン1でウィルと正式に離婚する。
シーズン2ではウィルが体調を崩しているときに看病をしに現れるなどしてよりを戻そうと画策したり、スーの「破滅同盟」に手を貸してグリー部を潰そうとしたりするが、最終的には心を入れ替えてスーの妨害からグリー部員を救い、ウィルにも別れを告げた。
スー率いる「破滅同盟」時のコードネームは「ミツアナグマ」。
サンディ・ライアソン (Sandy Ryerson)
演 - スティーヴン・トボロウスキー、日本語吹替 - 長克巳
旧グリークラブの顧問でゲイ。男子生徒に手を出したことをレイチェルが校長に告げ口したためマッキンリー高校をクビになる。現在は医療マリファナのディーラーをしていて、マッキンリー高校の職員や生徒に販売することもある。
一時、スー率いる「破滅同盟」のメンバーとなり、「ピンクのナイフ」というコードネームを与えられるが、メルセデスの歌うアレサ・フランクリンの曲に触発させられ、グリー部員に全国大会で必要な予算を全額提供する。
エイプリル・ローズ (April Rhodes)
演 - クリスティン・チェノウェス、日本語吹替 - 華村りこ
かつてマッキンリー校グリー部のスターだった女性。ウィルがグリー部に入った理由でもある。ブロードウェイ女優だったが、現在は酒浸りの生活をしている。
ウィルに勧められてブロードウェイに復帰するが、酒を断ちきれず富豪の愛人となり、その妻からもらった多額の口止め料の一部を用いてマッキンリー校の講堂を買い取り、スーの独占を防ぐ。その後、正式に女優業に復帰し、キャスト全員が白人のウィズを演じるも、ニューヨーク・タイムズに酷評される。のちにウィルを誘い、自身の内面を描くミュージカル「エイプリルローズ物語」の上演を計画する。
初代グリークラブが廃部が決まったシーズン5の中盤にもマッキンリー校に駆けつけた。
カール・ホーウェル (Carl Howell)
演 - ジョン・ステイモス、日本語吹替 - 東地宏樹
歯科医。エマの交際相手として登場し、一度は結婚するものの、夫婦間の問題を抱え、エマとは音信不通になる。ロッキー・ホラーショーの大ファンで、使用曲全曲を暗記しており、歌も得意とする。
ホリー・ホリデイ (Holly Holliday)
演 - グウィネス・パルトロー、日本語吹替 - 宮島依里
代理教師。インフルエンザにかかったウィルに代わってグリー部の臨時顧問を務める。その美声はカートが直接正式に顧問になって欲しいと頼むほど。昔は完璧主義者だったが、代理を務めた高校で不良生徒に殴られたことがきっかけで考えを変え、何も持たない生き方（食事は紙皿、住む所は月極契約、男とは一晩限りの付き合いにするなど）を実践する。独特の教育方針と豊富なアイデアで生徒のみならず、その時代理で校長を務めていたスーにまで気に入られる。ウィルは自分の地位を危ぶみ、彼女を放任主義者と批判するが、のちに付き合うことになる。マッキンリー校で世界史や性教育の担当をしていたが、クリーブランドの高校からフランス語講師としての誘いを受け、ウィルに別れを告げる。
初代グリークラブが廃部が決まったシーズン5の中盤にもマッキンリー校に駆けつけた。
セバスチャン・スマイス (Sebastian Smythe)
演 - グラント・ガスティン、日本語吹替 - 浅沼晋太郎
ダルトンアカデミー校の「ウォブラーズ」で、ブレインと入れ替わるようにリードボーカルを務める。ゲイである。ブレインとカートに対して敵対心を抱いており、岩塩入りのジュースをブレインの顔面に浴びせるなどの攻撃を仕掛けた。シーズン4では「ウォーブラーズ」メンバーのドーピングに加担し、チームを地区大会優勝取り消しに陥れることとなった。

### ゲスト出演者
- オリビア・ニュートン＝ジョン - シーズン1、本人役で2回（日本語吹替：麻上洋子（現・一龍斎春水））。
- ジョシュ・グローバン - シーズン1、本人役で2回（日本語吹替：樋口智透）。
- モリー・シャノン - シーズン1、ブレンダ・キャッスル役で2回。
- ニール・パトリック・ハリス - シーズン1、ブライアン・ライアン役（日本語吹替：藤原啓治）。
- ケイティ・クーリック - シーズン2、本人役（日本語吹替：内田恭子）。スーに対して失敗を責め立てる論調でインタビューを行い、スーからダイアン・ソイヤー扱いを受ける。
- パティ・ルポーン - シーズン2、本人役（日本語吹替：池田昌子）。
- ブリトニー・スピアーズ - シーズン2、本人役（日本語吹替：AI）。
- マット・ボマー - シーズン3、クーパー・アンダーソン役（日本語吹替：高橋広樹）。
- リッキー・マーティン - シーズン3、デイビッド・マルティネス役（日本語吹替：三宅健太）。ウィルの通う夜間講座のスペイン語講師。
- 2CELLOS - シーズン3、ダルトンアカデミー校の生徒役。セバスチャンとサンタナの歌うマイケル・ジャクソンの「スムーズ・クリミナル」演奏時に出演。
- グロリア・エステファン - シーズン3、マリベル・ロペス役（日本語吹替：高島雅羅）。サンタナの実母。
- リンジー・ローハン - シーズン3、本人役（日本語吹替：朴璐美）。
- サラ・ジェシカ・パーカー - シーズン4、イザベル・ライト役で3回。雑誌『Vogue』の編集者。

## アルバム

### サウンドトラック・アルバム
| アルバム名                                    | 詳細                                                                                       | 最高順位       | 最高順位 | 最高順位 | 最高順位     | 最高順位 | 最高順位 | 最高順位         | 最高順位 | 最高順位 | 最高順位 | レコード認定                                                                                       |
| アルバム名                                    | 詳細                                                                                       | オーストラリア | カナダ   | フランス | アイルランド | メキシコ | オランダ | ニュージーランド | スイス   | イギリス | アメリカ | レコード認定                                                                                       |
| --------------------------------------------- | ------------------------------------------------------------------------------------------ | -------------- | -------- | -------- | ------------ | -------- | -------- | ---------------- | -------- | -------- | -------- | -------------------------------------------------------------------------------------------------- |
| Glee: The Music, Volume 1                     | - 発売日: 2009年11月2日 - レーベル: コロムビア (#754090) - 形式: CD、デジタルダウンロード  | 3              | 4        | 52       | 1            | 37       | 9        | 8                | 48       | 1        | 4        | - AUS: 2× Platinum - CAN: Platinum - IRL: 3× Platinum - NZ: Platinum - UK: Platinum - US: Platinum |
| Glee: The Music, Volume 2                     | - 発売日: 2009年12月8日 - レーベル: コロムビア (#761705) - 形式: CD、デジタルダウンロード  | 8              | 5        | 74       | 1            | 39       | 16       | 1                | —        | 2        | 3        | - AUS: Platinum - CAN: Platinum - IRL: 2× Platinum - NZ: Gold - UK: Gold - US: Gold                |
| Glee: The Music, Volume 3 Showstoppers        | - 発売日: 2010年5月18日 - レーベル: コロムビア (#770611) - 形式: CD、デジタルダウンロード  | 1              | 1        | 47       | 1            | 9        | 22       | 3                | 87       | 3        | 1        | - AUS: Platinum - IRL: Platinum - NZ: Gold - US: Gold - UK: Gold                                   |
| Glee: The Music, The Christmas Album          | - 発売日: 2010年11月9日 - レーベル: コロムビア (#778567) - 形式: CD、デジタルダウンロード  | 13             | 1        | —        | 13           | 77       | 43       | 27               | —        | 37       | 3        | - AUS: Gold - IRL: Gold - US: Platinum                                                             |
| Glee: The Music, Volume 4                     | - 発売日: 2010年11月26日 - レーベル: コロムビア (#779214) - 形式: CD、デジタルダウンロード | 3              | 6        | 126      | 12           | 8        | 24       | 9                | —        | 4        | 5        | - AUS: Platinum - IRL: Gold - NZ: Gold - US: Gold - UK: Gold                                       |
| Glee: The Music, Volume 5                     | - 発売日: 2011年3月8日 - レーベル: コロムビア (#785852) - 形式: CD、デジタルダウンロード   | 1              | 3        | 100      | 5            | 23       | 27       | 3                | —        | 4        | 3        | - AUS: Gold - NZ: Gold                                                                             |
| Glee: The Music Presents the Warblers         | - 発売日: 2011年4月19日 - レーベル: コロムビア - 形式: CD、デジタルダウンロード            | 6              | 5        | —        | 8            | 41       | —        | 11               | —        | 7        | 2        | |
| Glee: The Music, Volume 6                     | - 発売日: 2011年5月23日 - レーベル: コロムビア - 形式: CD、デジタルダウンロード            | 3              | 4        | —        | 4            | 49       | 83       | 3                | —        | 6        | 4        | - AUS: Gold                                                                                        |
| Glee: The 3D Concert Movie                    | - 発売日: 2011年8月9日 - レーベル: コロムビア - 形式: CD、デジタルダウンロード             | 12             | 10       | —        | 21           | 38       | 98       | 15               | —        | 35       | 16       | |
| Glee: The Music, The Christmas Album Volume 2 | - 発売日: 2011年11月15日 - レーベル: コロムビア - 形式: CD、デジタルダウンロード           | 24             | 6        | —        | 46           | —        | —        | —                | —        | 60       | 6        | |
| Glee: The Music, Volume 7                     | - 発売日: 2011年12月6日 - レーベル: コロムビア - 形式: CD、デジタルダウンロード            | 18             | —        | —        | 41           | —        | 65       | 25               | —        | 55       | 9        | - AUS: Gold                                                                                        |
| Glee: The Music, The Graduation Album         | - 発売日: 2012年5月15日 - レーベル: コロムビア - 形式: CD、デジタルダウンロード            | 12             | 6        | —        | 14           | —        | —        | 21               | —        | 17       | 8        | |
| Glee: The Music, Season 4, Volume 1           | - Released: 2012年11月27日 - レーベル: コロムビア - 形式: CD、デジタルダウンロード         | —              | —        | —        | —            | —        | —        | —                | —        | —        | 33       | |
| Glee: The Music, The Christmas Album Volume 3 | - 発売日: 2012年12月11日 - レーベル: コロムビア - 形式: CD、デジタルダウンロード           | —              | —        | —        | —            | —        | —        | —                | —        | —        | 20       | |
| "—" はランク圏外を示す。                      |                                                                                            |                |          |          |              |          |          |                  |          |          |          | |

### コンプリート・アルバム
| アルバム名                                             | 詳細                                                                                     | 最高順位       | 最高順位     | 最高順位 |
| アルバム名                                             | 詳細                                                                                     | オーストラリア | アイルランド | イギリス |
| ------------------------------------------------------ | ---------------------------------------------------------------------------------------- | -------------- | ------------ | -------- |
| Glee: The Music, The Complete Season One               | - 発売日: 2010年9月14日 - レーベル: コロムビア - 形式: デジタルダウンロード              | —              | —            | —        |
| Glee: The Music, Best of Season One                    | - 発売日: 2010年11月15日 - レーベル: コロムビア - 形式: CD、デジタルダウンロード         | —              | 27           | 41       |
| Glee: The Music, The Complete Season One CD Collection | - 発売日: 2010年12月10日 - レーベル: コロムビア (88697839112) - 形式: CDボックス・セット | 45             | —            | —        |
| Glee: The Music, The Complete Season Two               | - 発売日: 2012年8月28日 - レーベル: コロムビア - 形式: デジタルダウンロード              | —              | —            | —        |
| Glee: The Music, The Complete Season Three             | - 発売日: 2012年8月28日 - レーベル: コロムビア - 形式: デジタルダウンロード              | —              | —            | —        |
| "—" はランク圏外を示す。                               |                                                                                          |                |              |          |

### エピソード・アルバム
| アルバム名                                  | 詳細 | 最高順位       | 最高順位 | 最高順位 | 最高順位     | 最高順位 | 最高順位 | 最高順位 | 最高順位 |
| アルバム名                                  | 詳細 | オーストラリア | カナダ   | フランス | アイルランド | メキシコ | オランダ | イギリス | アメリカ |
| ------------------------------------------- | --- | -------------- | -------- | -------- | ------------ | -------- | -------- | -------- | -------- |
| Glee: The Music, The Power of Madonna       | - 発売日: 2010年4月20日 - レーベル: コロムビア (#767681) - 形式: CD、デジタルダウンロード               | 10             | 1        | —        | 5            | 34       | 93       | 4        | 1        |
| Glee: The Music, Journey to Regionals       | - 発売日: 2010年6月8日 - レーベル: コロムビア (#772878) - 形式: CD、デジタルダウンロード                | 3              | 2        | 184      | 1            | 59       | —        | 2        | 1        |
| Glee: The Music, The Rocky Horror Glee Show | - 発売日: 2010年10月19日 - レーベル: コロムビア (#779646) - 形式: CD、デジタルダウンロード              | 8              | 10       | —        | 15           | —        | —        | 23       | 6        |
| Glee: The Music, Love Songs                 | - 発売日: 2010年12月28日 - レーベル: コロムビア - 形式: CD                                              | —              | —        | —        | —            | —        | —        | —        | —        |
| Glee: The Music, Dance Party                | - 発売日: 2011年9月6日 - レーベル: コロムビア - 形式: CD                                                | —              | —        | —        | —            | —        | —        | —        | —        |
| Britney 2.0                                 | - 発売日: 2012年9月18日 - レーベル: Twentieth Century Fox Film Corporation - 形式: デジタルダウンロード | —              | —        | —        | —            | —        | —        | —        | 43       |
| Glee: The Music Presents Glease             | - 発売日: 2012年11月6日 - レーベル: コロムビア - 形式: CD、デジタルダウンロード                         | —              | —        | —        | —            | —        | —        | —        | 28       |
| "—" はランク圏外を示す。                    | |                |          |          |              |          |          |          |          |

## ゲームアプリ
リズムゲーム『Glee Forever！』（グリー フォーエバー！）としてKLabより2015年6月30日にカナダ・オーストラリア向けに配信を開始し。日本国内では同年9月8日に配信開始。ゲームシステムは同社が開発した『ラブライブ! スクールアイドルフェスティバル』に近い。